# USS Lapon (SS-260)
USS Lapon (SS-260) là một tàu ngầm lớp Gato từng phục vụ cùng Hải quân Hoa Kỳ trong Chiến tranh Thế giới thứ hai. Nó là chiếc tàu chiến đầu tiên của Hải quân Hoa Kỳ được đặt cái tên này, theo tên một loài trong họ Cá mù làn. Nó đã phục vụ trong suốt Thế chiến II, thực hiện tổng cộng tám chuyến tuần tra, đánh chìm 11 tàu Nhật Bản với tổng tải trọng 53.443 tấn. Được cho ngừng hoạt động sau khi xung đột chấm dứt vào năm 1946, nó được huy động trở lại để tiếp tục phục vụ trong giai đoạn Chiến tranh Lạnh từ năm 1957, rồi chuyển cho Hy Lạp để hoạt động như là chiếc Poseidon (S-78) cho đến năm 1967. Con tàu cuối cùng bị tháo dỡ để làm nguồn phụ tùng. Lapon được tặng thưởng danh hiệu Đơn vị Tuyên dương Hải quân cùng bốn Ngôi sao Chiến trận do thành tích phục vụ trong Thế Chiến II.

## Thiết kế và chế tạo
Lớp tàu ngầm Gato được thiết kế cho mục đích một tàu ngầm hạm đội nhằm có tốc độ trên mặt nước cao, tầm hoạt động xa và vũ khí mạnh để tháp tùng hạm đội chiến trận. Con tàu dài 311 ft 9 in (95,02 m) và có trọng lượng choán nước 1.525 tấn Anh (1.549 t) khi nổi và 2.424 tấn Anh (2.463 t) khi lặn. Chúng trang bị động cơ diesel dẫn động máy phát điện để cung cấp điện năng cho bốn động cơ điện, đạt được công suất 5.400 shp (4.000 kW) khi nổi và 2.740 shp (2.040 kW) khi lặn, cho phép đạt tốc độ tối đa 21 hải lý trên giờ (39 km/h) và 9 hải lý trên giờ (17 km/h) tương ứng. Tầm xa hoạt động là 11.000 hải lý (20.000 km) khi đi trên mặt nước ở tốc độ 10 hải lý trên giờ (19 km/h) và có thể hoạt động kéo dài đến 75 ngày và lặn được sâu tối đa 300 ft (90 m).
Lớp tàu ngầm Gato được trang bị mười ống phóng ngư lôi 21 in (530 mm), gồm sáu ống trước mũi và bốn ống phía phía đuôi tàu, chúng mang theo tối đa 24 quả ngư lôi. Vũ khí trên boong tàu gồm một hải pháo 3 inch/50 caliber, và thường được tăng cường một khẩu pháo phòng không Bofors 40 mm nòng đơn và một khẩu đội Oerlikon 20 mm nòng đôi, kèm theo súng máy .50 caliber và .30 caliber. Tiện nghi cho thủy thủ đoàn bao gồm điều hòa không khí, thực phẩm trữ lạnh, máy lọc nước, máy giặt và giường ngủ cho hầu hết mọi người, giúp họ chịu đựng cái nóng nhiệt đới tại Thái Bình Dương cùng những chuyến tuần tra kéo dài đến hai tháng rưỡi.
Lapon được đặt lườn tại xưởng tàu của hãng Electric Boat Company ở Groton, Connecticut vào ngày 21 tháng 2, 1942. Nó được hạ thủy vào ngày 27 tháng 10, 1942, được đỡ đầu bởi bà Jesse B. Oldendorf, phu nhân Chuẩn đô đốc Jesse B. Oldendorf, và được cho nhập biên chế cùng Hải quân Hoa Kỳ vào ngày 23 tháng 1, 1943 dưới quyền chỉ huy của Hạm trưởng, Thiếu tá Hải quân Oliver Grafton Kirk.

## Lịch sử hoạt động

### 1943
Sau khi hoàn tất việc chạy thử máy huấn luyện tại các vùng biển ngoài khơi New London, Connecticut và eo biển Long Island, Lapon chuẩn bị để được điều động sang khu vực Mặt trận Thái Bình Dương. Nó khởi hành từ Căn cứ Tàu ngầm Hải quân New London vào ngày 4 tháng 5, 1943, băng qua kênh đào Panama và đi đến Trân Châu Cảng vào ngày 1 tháng 6.

#### Chuyến tuần tra thứ nhất
Khởi hành vào ngày 24 tháng 6 cho chuyến tuần tra đầu tiên tại các vùng biển Okhotsk và biển Nhật Bản, Lapon cùng với các tàu ngầm Permit (SS-178) và Plunger (SS-179) trở thành những tàu ngầm Hoa Kỳ đầu tiên xâm nhập biển Nhật Bản vào ngày 3 tháng 7. Tuy nhiên trong suốt giai đoạn hoạt động trong biển Nhật Bản, chiếc tàu ngầm thường xuyên gặp thời tiết sương mù và bị trục trặc hệ thống radar. Nó thoát ra qua lối eo biển La Perouse và tuần tra dọc theo bờ biển các đảo Hokkaidō và Honshū, phát hiện một tàu sân bay được hai tàu khu trục hộ tống, nhưng bị các tàu hộ tống và máy bay tuần tra truy lùng ráo riết nên không thể tấn công, và chiếc tàu sân bay chạy thoát.

#### Chuyến tuần tra thứ hai
Trong chuyến tuần tra thứ hai từ ngày 26 tháng 9 đến ngày 4 tháng 11, Lapon hoạt động ngoài khơi bờ biển phía Nam đảo Honshū. Nó đánh chìm chiếc tàu chở hàng Taichu Maru (1.906 tấn) vào ngày 18 tháng 10, rồi kết thúc chuyến tuần tra khi quay trở về Trân Châu Cảng. Nó lên đường vào ngày 7 tháng 11 để quay trở về vùng bờ Tây, và được đại tu tại Xưởng hải quân Mare Island, nơi nó được thay toàn bộ bốn động cơ diesel mới.

### 1944

#### Chuyến tuần tra thứ ba

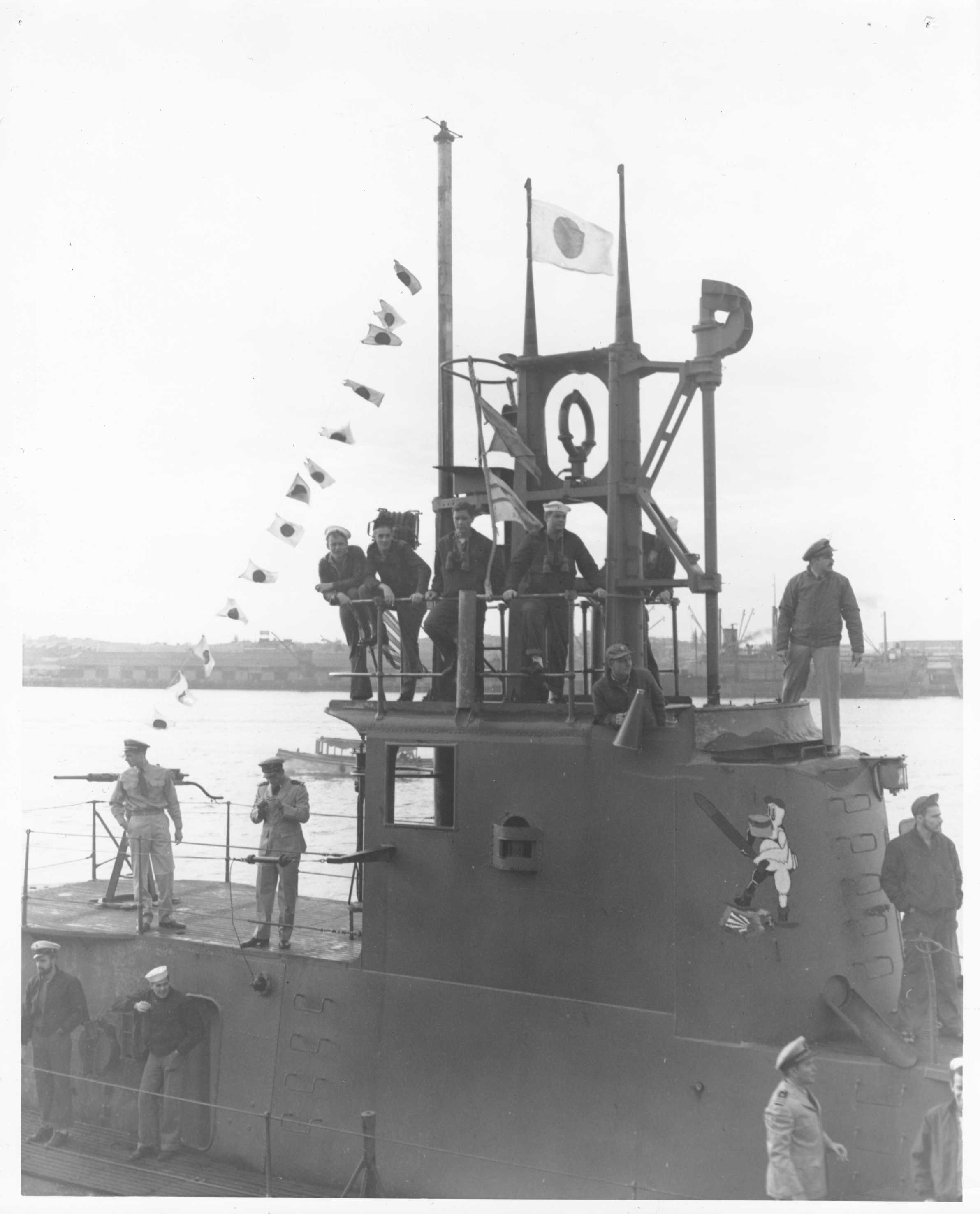
USS Lapon quay trở về căn cứ sau một chuyến tuần tra, có thể tại Fremantle, Australia

Hoàn tất việc sửa chữa, Lapon rời xưởng tàu vào tháng 2, 1944 để hướng sang khu vực biển Đông ngang qua Trân Châu Cảng cho chuyến tuần tra thứ ba. Nó đã lần lượt đánh chìm tàu chở hàng Toyokuni Maru (5.792 tấn) vào ngày 8 tháng 3, tàu chở hàng Nichirei Maru (5.396 tấn) vào ngày 9 tháng 3, và tàu chở hành khách Hokuroku Maru (8.359 tấn) vào ngày 18 tháng 3, cũng như gây hư hại cho nhiều tàu nhỏ khác. Con tàu kết thúc chuyến tuần tra khi quay trở về căn cứ tại Fremantle, Australia vào ngày 1 tháng 4.

#### Chuyến tuần tra thứ tư
Trong chuyến tuần tra thứ tư từ ngày 25 tháng 4 đến ngày 6 tháng 6 tại khu vực biển Đông, Lapon phát hiện và theo dõi một đoàn tàu vận tải vào ngày 23 tháng 5. Đến quá nữa đêm ngày hôm sau, nó phóng ngư lôi đánh chìm được tàu chở hành khách Wales Maru (6.586 tấn) và tàu chở hàng Bizen Maru (4.667 tấn), rồi đi hết tốc độ để né tránh sự truy đuổi của tàu hô tống đối phương. Nó quay trở về căn cứ Fremantle để được tái trang bị.

#### Chuyến tuần tra thứ năm
Rời Fremantle vào ngày 29 tháng 6 cho chuyến tuần tra thứ năm tại khu vực phía Đông biển Đông, Lapon phát hiện một tàu tuần dương và một tàu khu trục vào ngày 14 tháng 7, nhưng không theo kịp tốc độ của đối phương. Bốn ngày sau đó, nó đánh chìm được tàu chở hành khách Kyodo Maru số 36 (1.499 tấn). Đến chiều tối ngày 31 tháng 7, sau khi phát hiện một đoàn tàu vận tải, nó theo dõi mục tiêu bằng radar cho đến nữa đêm trước khi đánh chìm tàu chở dầu Tinshin Maru (5.061 tấn) và gây hư hại cho hai chiếc khác. Chiếc tàu ngầm quay trở về căn cứ Fremantle vào ngày 10 tháng 8 để được tái trang bị.

#### Chuyến tuần tra thứ sáu
Trong chuyến tuần tra thứ sáu từ ngày 4 tháng 9 đến ngày 31 tháng 10 tại khu vực biển Đông, Lapon hoạt động trong thành phần một đội tấn công phối hợp "Bầy sói" vốn bao gồm các tàu ngầm Flasher (SS-249) và Bonefish (SS-223). Vào sáng sớm ngày 21 tháng 9, nó phát hiện một tàu bệnh viện và để cho con tàu đi qua an bình. Đến xế trưa hôm đó, nó phát hiện và đang khi tiếp cận một đoàn tàu vận tải, máy bay từ tàu sân bay Hoa Kỳ đã đi đến tấn công đoàn tàu, gây thiệt hại nặng cho đối phương. Sang ngày hôm sau, chiếc tàu ngầm tấn công những gì còn sót lại của đoàn tàu, đánh chìm tàu buôn Shun Yuan (1.610 tấn); rồi sang ngày tiếp theo 23 tháng 9 Lapon cùng với Flasher phối hợp tấn công một đoàn tàu vận tải khác, khi Lapon đánh chìm chiếc tàu chở dầu Hokki Maru (5.599 tấn). Tiếp tục tuần tra ngoài khơi bờ biển Luzon vào ngày 10 tháng 10, nó ngăn chặn một đoàn tàu đang hướng đến Manila và đánh chìm chiếc tàu buôn Ejiri Maru (6.968 tấn). Sau đó con tàu chuyển sang nhiệm vụ tìm kiếm và giải cứu phục vụ cho hoạt động không kích chuẩn bị, dọn đường cho cuộc đổ bộ lên vịnh Leyte, Philippines. Nó lên đường vào ngày 21 tháng 10 để quay trở về căn cứ Fremantle.

#### Chuyến tuần tra thứ bảy
Rời Fremantle vào ngày 23 tháng 11 cho chuyến tuần tra thứ bảy, Lapon phục vụ canh phòng nhằm ngăn chặn lực lượng đối phương tăng viện đến Mindoro và Leyte. Chiếc tàu ngầm thường xuyên bị máy bay đối phương quấy nhiễu và ít tìm thấy mục tiêu tàu nổi phù hợp. Nó là chiếc tàu ngầm cuối cùng trinh sát trong vịnh Lingayen ngay trước khi diễn ra cuộc đổ bộ tại đây; và nó được lệnh rút lui hết tốc độ ra bên ngoài khi sắp diễn ra cuộc đổ bộ. Chiếc tàu ngầm kết thúc chuyến tuần tra khi quay trở về Trân Châu Cảng vào ngày 21 tháng 1, 1945, rồi tiếp tục lên đường bốn ngày sau đó để quay trở về vùng bờ Tây, nơi nó được đại tu tại Xưởng hải quân Mare Island từ ngày 31 tháng 1.

### 1945

#### Chuyến tuần tra thứ tám
Sau khi hoàn tất việc sửa chữa, Lapon quay trở lại Trân Châu Cảng vào ngày 22 tháng 4, trải qua một tháng tiếp theo để huấn luyện và tái trang bị trước khi đi đến Guam vào ngày 5 tháng 6. Nó lên đường vào ngày hôm sau để làm nhiệm vụ tìm kiếm và giải cứu phục vụ cho chiến dịch không kích của các tàu sân bay thuộc Hạm đội Thái Bình Dương Anh Quốc, và của máy bay ném bom B-24 Liberator và B-29 Superfortress Hoa Kỳ xuống các đảo chính quốc Nhật Bản. Quay trở lại Guam vào ngày 20 tháng 6, nó hướng sang Saipan bốn ngày sau đó để gia nhập lực lượng tàu ngầm càn quét mở đường cho Đệ Tam hạm đội dưới quyền Đô đốc William Halsey, Jr. không kích các mục tiêu tại ngoại vi Tokyo. Sau đó nó làm nhiệm vụ tìm kiếm và giải cứu ngoài khơi Tori Shima cho đến ngày 7 tháng 7. Chiếc tàu ngầm ghé qua Saipan để sửa chữa tạm thời trước khi kết thúc chuyến tuần tra tại Midway vào ngày 23 tháng 7.

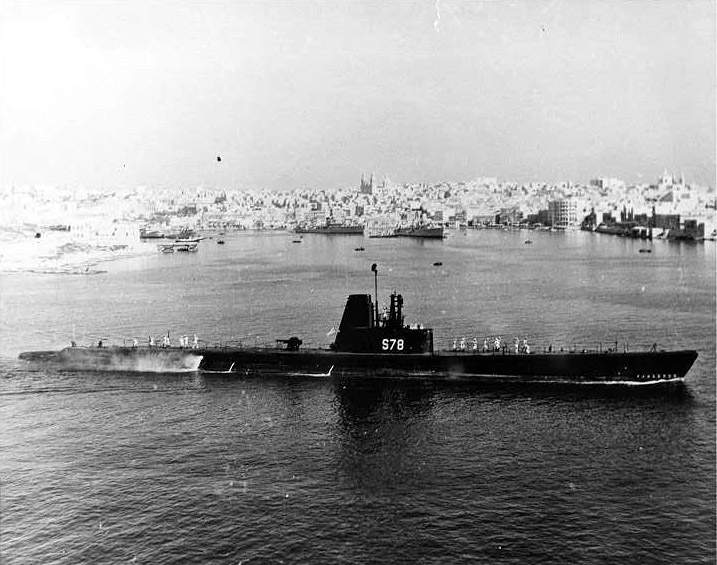
Tàu ngầm Hy Lạp Poseidon (S-78), năm 1961.

Lapon dự định lên đường cho chuyến tuần tra tiếp theo vào đúng ngày 15 tháng 8, khi Nhật Bản chấp nhận đầu hàng giúp chấm dứt vĩnh viễn cuộc xung đột. Thay vào đó, nó lên đường quay trở về vùng Đông vào ngày 26 tháng 8, đi đến New Orleans, Louisiana vào ngày 20 tháng 9. Con tàu lại lên đường vào ngày 24 tháng 10, đi đến Galveston, Texas vào ngày hôm sau, và ghé đến Houston, Texas từ ngày 27 đến ngày 30 tháng 10 trước khi chuyển đến neo đậu tại Staten Island, New York từ ngày 4 tháng 11. Đến ngày 8 tháng 1, 1946, nó được điều đến Căn cứ Tàu ngầm Hải quân New London, rồi được cho xuất biên chế tại Groton, Connecticut vào ngày 25 tháng 7, 1946, và được đưa về Hạm đội Dự bị Đại Tây Dương.

### Poseidon(S-78)
Lapon tạm thời được cho nhập biên chế vào ngày 13 tháng 4, 1957 để tân trang và hiện đại hóa tại Xưởng hải quân Portsmouth, rồi lại xuất biên chế vào ngày 10 tháng 8 và được chuyển giao cho Hy Lạp trong khuôn khổ Chương trình Viện trợ Quân sự. Nó phục vụ cùng Hải quân Hoàng gia Hy Lạp như là chiếc Poseidon (S-78) (tiếng Hy Lạp: Ποσειδών). Tên Lapon được cho rút khỏi danh sách Đăng bạ Hải quân Hoa Kỳ vào ngày 31 tháng 12, 1975; và Hy Lạp mua lại quyền sở hữu con tàu vào tháng 4, 1976 sau khi nó ngừng hoạt động để sử dụng làm nguồn phụ tùng.

## Phần thưởng
Lapon được tặng thưởng danh hiệu Đơn vị Tuyên dương Hải quân cùng bốn Ngôi sao Chiến trận do thành tích phục vụ trong Thế Chiến II. Nó được ghi công đã đánh chìm 11 tàu Nhật Bản với tổng tải trọng 53.443 tấn.
|  |                                                       |  |
|  | Bronze star · Bronze star · Bronze star · Bronze star |  |

| Dãi băng Hoạt động Tác chiến  | Dãi băng Hoạt động Tác chiến                                            | Đơn vị Tuyên Dương Hải quân                                             | Đơn vị Tuyên Dương Hải quân          |
| Huân chương Chiến dịch Hoa Kỳ | Huân chương Chiến dịch Châu Á-Thái Bình Dương với 4 Ngôi sao Chiến trận | Huân chương Chiến dịch Châu Á-Thái Bình Dương với 4 Ngôi sao Chiến trận | Huân chương Chiến thắng Thế Chiến II |